# خطاب (بجنورد)
خطاب روستایی در دهستان گرمخان بخش گرمخان شهرستان بجنورد استان خراسان شمالی ایران است.

## جمعیت
بر پایه سرشماری عمومی نفوس و مسکن در سال ۱۳۹۵ جمعیت این روستا ۷۳ نفر (۲۱خانوار) بوده‌است.

## نگارخانه

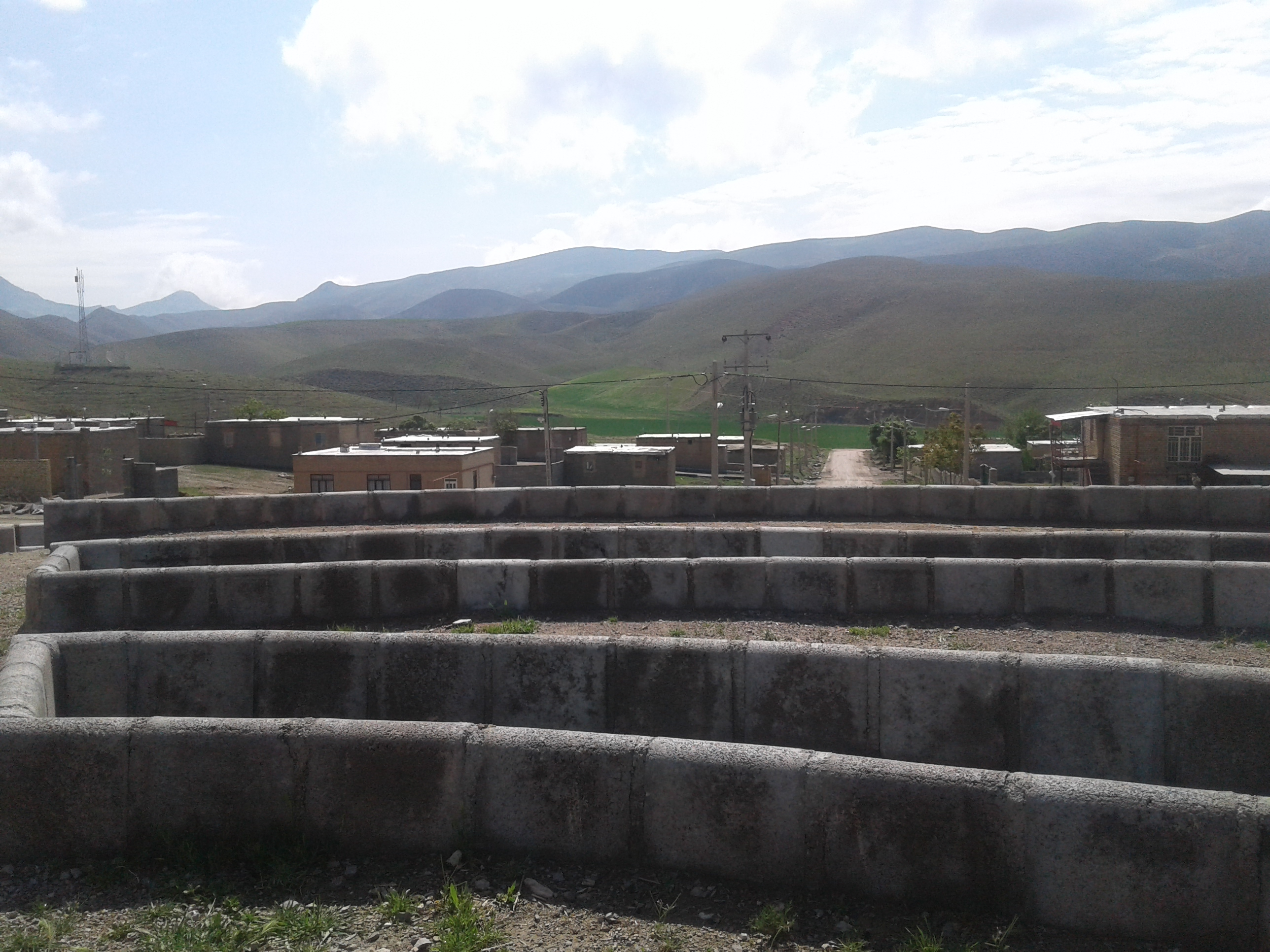
روستای خطاب شهرک قائم